# Politique en Équateur
 (septembre 2024).
La politique en Équateur repose sur un système de république multipartite à régime présidentiel, où le président est à la fois chef de l'État et chef du gouvernement. En Équateur, le pouvoir exécutif est aux mains du gouvernement tandis que le pouvoir législatif est partagé entre le gouvernement et l'Assemblée nationale. 

## Constitution

### Les trois pouvoirs

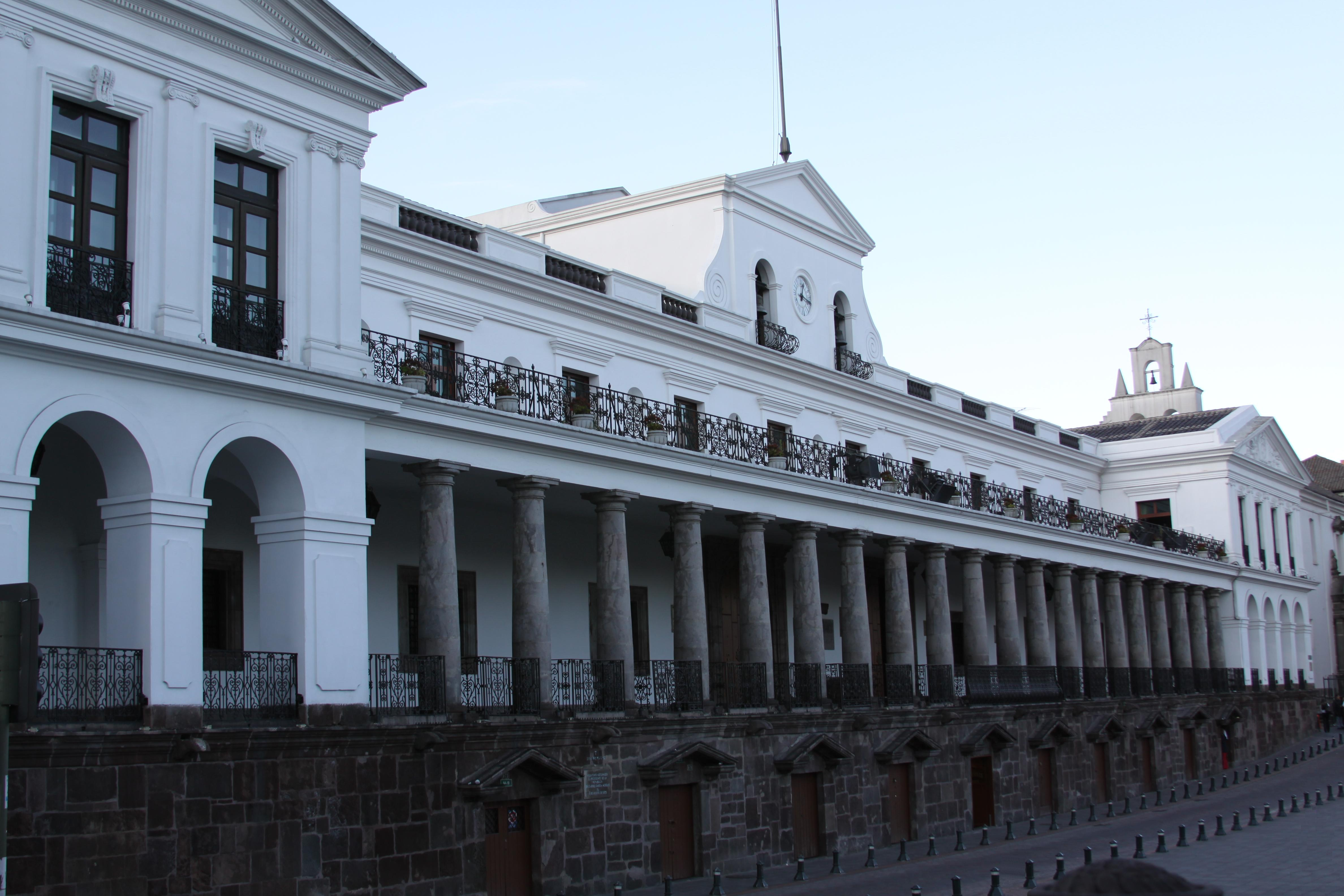
Palais Carondelet

Selon la constitution de 2008, le pouvoir exécutif est détenu par un président élu au suffrage universel direct à bulletin secret pour un mandat de quatre ans renouvelable une fois. Le président de la République nomme les gouverneurs des provinces et est commandant en chef des forces armées. En raison de la nature présidentielle du régime, le président de la République exerce également les fonctions de chef du gouvernement.

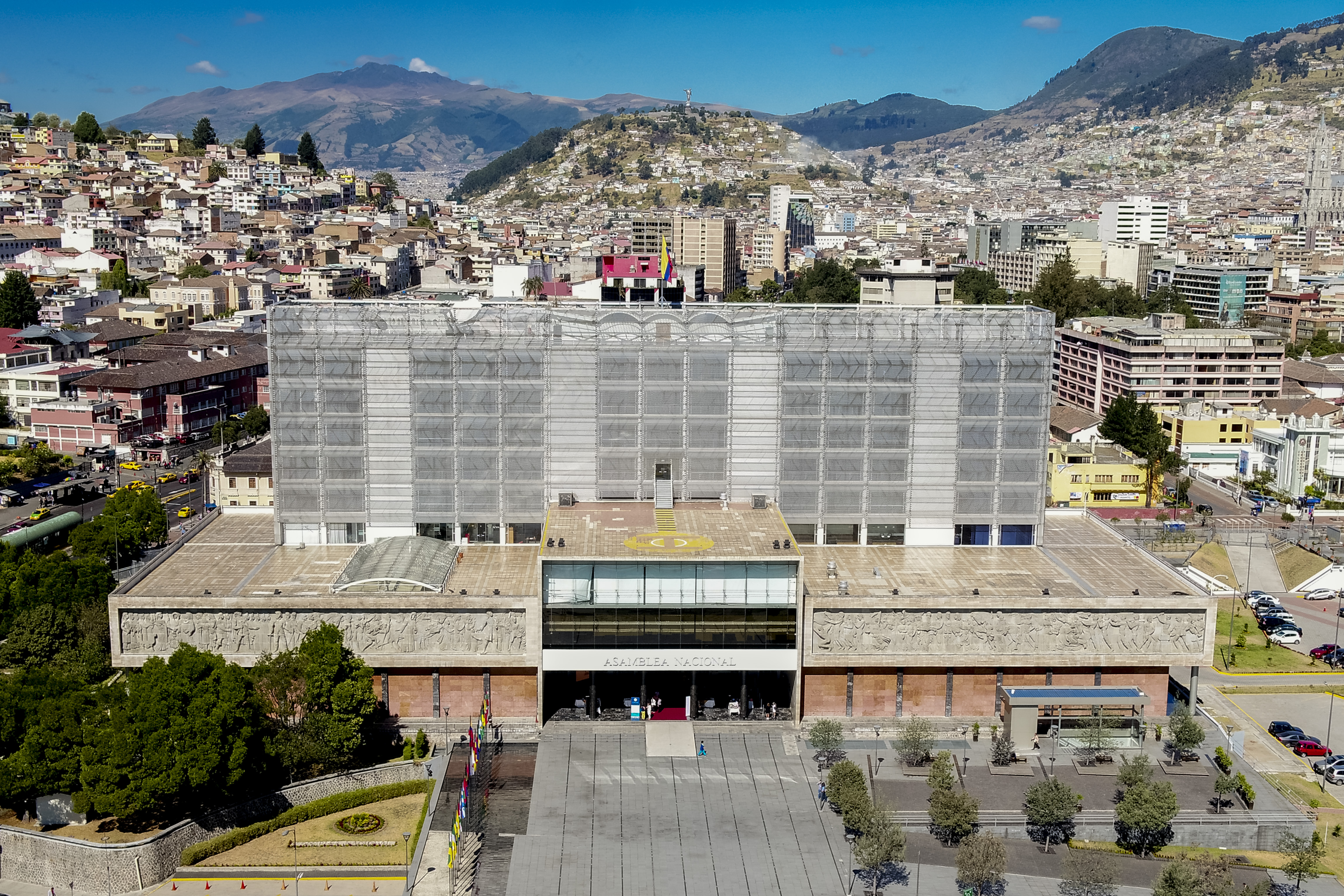
Assemblée nationale

Le pouvoir législatif et le contrôle des actes de l'exécutif sont exercés par l'Assemblée nationale (Assemblea Nacional) qui siège à Quito. Elle est composée de 137 membres, élus au niveau provincial tous les quatre ans, dont six représentants des Équatoriens de l'étranger, et rééligibles.

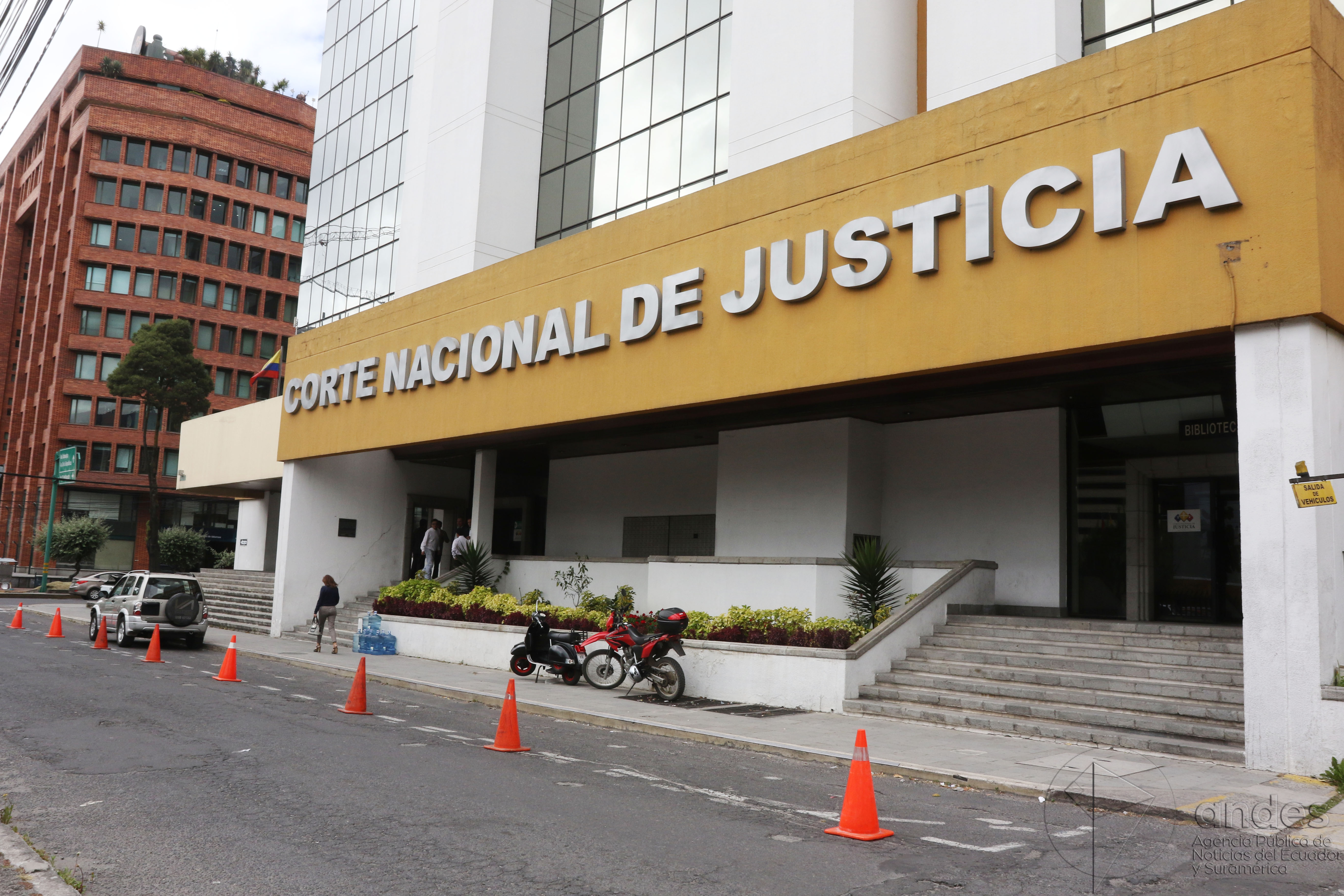
La Cour suprême de justice

Le pouvoir judiciaire est indépendant des autres pouvoirs. La Cour suprême de justice (Corte Suprema de Justicia) se réunit à Quito. Quand une place devient vacante, un candidat n'est nommé juge suprême que s'il obtient deux tiers de votes favorables au sein du Conseil de la magistrature. Le président de la Cour suprême doit toujours informer annuellement le Congrès sur ses travaux.
La Constitution de 2008 prévoit également deux autres fonctions de l'État, constituées en deux pouvoirs différents, chacun pourvu d'autonomie administrative, d'une part, la fonction de transparence et de contrôle social et de l'autre la fonction électorale. La première est responsable de la fiscalisation et la surveillance de toute institution, soit publique ou privée, engagée dans une activité d'intérêt public. Elle est aussi chargée de garantir la participation citoyenne dans tous les niveaux de la gestion publique. Elle est présidée par le Conseil de participation citoyenne et contrôle social. La fonction électorale est, elle, dirigée par le Conseil national électoral et est responsable des processus électoraux.

### Les élections
C'est le Conseil national électoral (Consejo Nacional Electoral) qui supervise tous les votes avec l'aide des organisations internationales compétentes.
Le suffrage est universel est obligatoire pour les personnes âgées de 18 à 65 ans et facultatif pour les citoyens âgés de 16 à 18 ans et de plus de 65 ans, les analphabètes, les militaires, les policiers, les ressortissants équatoriens à l'étranger et les résidents étrangers en Équateur depuis plus de cinq ans.

### Les partis politiques
Les partis sont rangés avec les partis de droite en haut et ceux de gauche en bas
Principaux partis politiques actuels :
- Parti rénovateur institutionnel de l'action nationale (PRIAN)
- Mouvement civique Madera de Guerrero (MG)
- Mouvement municipaliste pour l'intégrité nationale (MMIN)
- Mouvement d'Unité pluri-nationale de Pachakutik - Nouveau Pays (Movimiento Unidad Plurinacional Pachakutik - Nuevo País, MUPP-NP)
- Parti social-chrétien (Partido Social Cristiano, PSC)
- Parti roldosiste équatorien (Partido Roldosista Ecuatoriano, PRE)
- Démocratie populaire -  Union démocrate chrétienne (Democracia Popular-Unión Demócrata Cristiana, DP-UDC)
- Parti de la Gauche démocratique (Partido Izquierda Democrática, ID)
- Parti société patriotique 21 janvier (Partido Sociedad Patriótica 21 de Enero, PSP)
- Parti socialiste - Front large (Partido Socialista-Frente Amplio, PS-FA)
- Alianza País (AP)
- Movimiento Revolución Ciudadana (partisans de Correa)

## Présidence actuelle
Daniel Noboa est élu le 15 octobre 2023 à 52,3 % des voix sur les 94,03 % exprimées. Il devient à 35 ans alors le plus jeune chef d'état de l'histoire du pays.

### Dirigeants actuels
- Pouvoir exécutif : le président actuel est Daniel Noboa, élu au second tour de l'élection présidentielle équatorienne de 2023.
- Pouvoir législatif :

|       | Parti                                                                          | Sièges |
| ----- | ------------------------------------------------------------------------------ | ------ |
|       | Alianza País (AP)                                                              | 59     |
|       | Parti société patriotique 21 janvier (PSP)                                     | 19     |
|       | Movimiento Cívico Madera de Guerrero (MG)                                      | 7      |
|       | Parti rénovateur institutionnel de l'action nationale (PRIAN)                  | 7      |
|       | Mouvement populaire démocratique (MPD)                                         | 5      |
|       | Mouvement municipaliste pour l'intégrité nationale (MMIN)                      | 5      |
|       | Parti Social-Chrétien (PSC)                                                    | 4      |
|       | Mouvement d'unité plurinationale Pachakutik - Nouveau pays (MUPP-NP)           | 4      |
|       | Parti roldosiste équatorien (PRE)                                              | 3      |
|       | Parti de la gauche démocratique (ID)                                           | 2      |
|       | Parti socialiste - Front large (PS-FA)                                         | 1      |
|       | Mouvement de la concertation démocratique nationale (MCND)                     | 1      |
|       | Mouvement indépendant Faire c'est aimer (MIOSA)                                | 1      |
|       | Mouvement social conservateur du Carchi (MSC)                                  | 1      |
|       | Mouvement autonome régional (MAR)                                              | 1      |
|       | Action régionale pour l'équité - Alliance populaire latinoaméricaine (ARE-APL) | 1      |
|       | Mouvement indépendant Unis pour Pastaza (MIUP)                                 | 1      |
|       | Mouvement politique indépendant Amauta Yuyai (MPIAY)                           | 1      |
|       | Conscience citoyenne (CC)                                                      | 1      |
| Total | Total                                                                          | 124    |

Avant l'adoption de la Constitution de 2008 le pouvoir législatif est exercé par le Congrès national
| Parti / Formation politique                                   | Siège |
| ------------------------------------------------------------- | ----- |
| Parti rénovateur institutionnel de l'action nationale (PRIAN) | 27    |
| Parti société patriotique (PSP)                               | 23    |
| Parti social-chrétien (PSC)                                   | 12    |
| Autres                                                        | 11    |
| Alliance (ID-RED)                                             | 10    |
| Parti roldosiste équatorien (PRE)                             | 6     |
| Pachakutik                                                    | 6     |
| Mouvement populaire démocratique (MPD)                        | 3     |
| Union démocrate-chrétienne (UDC)                              | 2     |

Le 20 octobre 2002 :
- Parti social chrétien (PSC) 25 %
- Parti de la Gauche démocratique (ID) 16 %
- Parti roldosiste équatorien (PRE) 15 %
- Parti rénovateur institutionnel de l'action nationale (PRIAN) 10 %
- Parti de la Société patriotique du 21 janvier (PSP) 9 %
- Mouvement d'Unité pluri-nationale de Pachakutik - Nouveau Pays (P-NP) 6 %
- Mouvement populaire démocratique (MPD) 5 %
- Démocratie populaire - Union démocrate chrétienne (DP) 4 %
- Parti socialiste élargi (PS-FA) 3 %
- Indépendants 7 %

Aucune majorité ne se dégage. Ces chiffres sont seulement indicatifs, des alliances se font tout au long du mandat.

## Historique

### Présidence Moreno
Lenín Moreno succède à Rafael Correa le 24 mai 2017. Moreno avait battu Guillermo Lasso lors de la présidentielle de février-avril 2017.

### Présidence Correa
Le tribunal électoral suprême (Tribunal Supremo Electoral) annonce le 3 janvier 2006 la tenue d'élections générales dont le premier tour a lieu le 15 octobre et le second le 26 novembre 2006. Les électeurs ont à choisir un président, un vice-président, 100 députés, 5 représentants pour le Parlement andin, 67 conseillers provinciaux et 674 conseillers municipaux.
Au premier tour de l'élection présidentielle, le 15 octobre, se présentent treize candidats, dont aucun n’obtient les 40 % des suffrages nécessaires pour être élu. Les candidats des partis traditionnels sont battus par deux personnalités atypiques. Le millionnaire de droite, Álvaro Noboa (l'homme le plus riche d'Équateur) s'est présenté pour la troisième fois, contre, au second tour, le 26 novembre, l’économiste de gauche Rafael Correa, vainqueur de ces élections.
Conformément à sa promesse électorale, Rafael Correa annonce lors de son investiture la tenue d'un référendum le 18 mars 2007 dans le but d'autoriser la création d'une assemblée nationale constituante chargée de rédiger une nouvelle constitution. Ce dernier s'est finalement tenu le 15 avril 2007. Les électeurs équatoriens se sont à cette occasion prononcés en faveur de l'élection d'une Assemblée constituante.
Correa a par ailleurs annoncé sa volonté de renégocier la dette équatorienne qui s'élève à 10 milliards d'euros, de renégocier les contrats de la société énergétique PetroEcuador avec les partenaires étrangers. Correa a par ailleurs annoncé la diminution par deux de son salaire ainsi que la diminution des salaires des hauts fonctionnaires équatoriens.
Le 30 septembre 2007, l'Alianza País (Alliance pays) qui soutient le projet du président Correa, reçoit 70 % des suffrages lors de l'élection de l'Assemblée constituante. L'Alliance pays totalise quatre-vingts des cent trente députés chargés de la rédaction de la nouvelle constitution.
Le 30 septembre 2010, une crise politique  entraine une mutinerie de la police. Le président Rafael Correa est mis en danger, mais les militaires rétablissent la situation.
La représentation politique des femmes est en augmentation constante. En 1979, année de l’établissement d'une démocratie en Équateur, aucune femme n'est présente à l’Assemblée nationale, mais elles représentent ensuite 4,2 % des députés en 1984, environ 5 % entre 1988 et 1996, 13 % en 1998, 18 % en 2003, 26 % en 2006, 35 % en 2007, 29 % en 2009 et 42 % en 2013. En 2017, la direction de l’Assemblée nationale est constituée de trois femmes: Gabriela Rivadeneira, présidente; Rosana Alvarado, première vice-présidente, et Marcela Aguiñaga, deuxième vice-présidente.

### Présidence Gutiérrez
Le 24 novembre 2002, Lucio Gutiérrez remporte les élections présidentielles. Il entre en fonction le 15 janvier 2003. Son programme politique est marqué par la volonté d’endiguer la corruption dans la haute administration, de clarifier et de rétablir une économie saine. Cependant, élu en partie grâce aux voix des partis indigénistes et paysans (Pachakutik), il mènera une politique économique orthodoxe, dans la ligne de ses prédécesseurs et suivant les recommandations du Fonds monétaire international. Cela amène la rupture avec les ministres issus des secteurs les plus à gauche, qui sont évincés du gouvernement en août 2004.
Du point de vue de la politique extérieure, Gutiérrez a pris des engagements fondamentaux, parmi lesquels le refus de l’intégration à la Zone de libre-échange des Amériques et de l’implication de l’Équateur dans le conflit colombien en fonction de ses intérêts et de ceux des États-Unis d'Amérique qui veulent faire arrêter la production de cocaïne dans ce pays. Cependant, il n'a pas remis en question la cession de la base de Manta à l'armée américaine, ce qui lui a valu les critiques de ses alliés du Pachacutik.
Mais le 20 avril 2005, il est destitué par le parlement et c’est le vice-président Alfredo Palacio qui lui succède.
Lucio Gutiérrez n'avait pas la majorité au Congrès National, il devait donc composer avec d'autres partis. À l'inverse des libéraux, il avait axé sa campagne sur la lutte contre la corruption, la réduction de la pauvreté, l'augmentation des investissements publics dans les domaines de la santé et de l'éducation, la promotion de ses « cinq sécurités » (qui sont sociale, citoyenne, juridique, écologique et alimentaire) et enfin la stimulation d'une compétitivité créatrice d'emplois.
La réalité économique du pays est difficile : en effet, en 2003, le service de la dette extérieure publique (qui est de plus de 12 milliards de dollars, soit près de 80 % du PIB) coûte à l'Équateur 2 milliards de dollars. Le déficit fiscal de 2002 est estimé à près de 250 millions de dollars. Ces chiffres sont dus à une très mauvaise gestion des prédécesseurs, de la corruption qui régnait… Remettre le pays sur la bonne voie apparut alors comme un défi au moment des élections de 2003.
Au lieu de tenir ses engagements sociaux, Gutiérrez mène une politique budgétaire d'austérité pour satisfaire les exigences du FMI. Le mécontentement populaire a donc commencé à se faire sentir en 2004. Mais le 8 décembre 2004, il avait alors rassemblé sa majorité parlementaire pour destituer 27 des 31 membres de la Cour suprême, et placer à la tête de cet organe (normalement indépendant) des hommes fidèles. La corruption étant arrivée à ce moment précis à son paroxysme, l'opposition et les Équatoriens ont vivement réagi. Pour autant, depuis le 13 avril 2005, les manifestants se réunissent seuls sans l'aide des politiques. Aucun mouvement politique ne semble coordonner la protestation, aucune personnalité politique ne peut même s'en approcher. Le mouvement est complètement spontané. Le 20 avril 2005, Gutiérrez est destitué par le parlement, et s'enfuit alors à l'ambassade du Brésil où il demande l'asile politique. Les manifestations ont fait deux morts dont un photographe chilien victime des gaz lacrymogènes et une femme renversée par un camion. Le changement de président place Alfredo Palacio (l'ancien vice-président) à la tête du pays. Dans ce contexte très tendu, il a affirmé qu'il finirait le mandat entamé par Gutiérrez jusqu'en février 2007 en mettant fin à ce début de dictature.